# Ty (Boura)
Pour les articles homonymes, voir Ty.
Ne doit pas être confondu avec Ty (Faramana).
Ty est une commune rurale située dans le département de Boura de la province de Sissili dans la région du Centre-Ouest au Burkina Faso.

## Géographie
Ty, située à environ 5 km au nord de la frontière avec le Ghana, est traversée par la route nationale 20.